# I am (TM NETWORKの曲)
「I am」（アイ・アム）は、TM NETWORKの通算38枚目のシングル。2012年4月25日発売。

## 背景
前作から約5年ぶりのシングルで、日本武道館で行われた『TM NETWORK CONCERT -Incubation Period-』最終日に合わせてのリリースされ、発売日前日と当日に「I am」が演奏された。
坂本美雨がパーソナリティを務めるラジオ『ディア・フレンズ』で初めて表題曲がオンエアされたが、リリースされたアレンジとは異なり、マイク･スミスのギターは入っていない。リリースされたアレンジでは間奏はギターソロだが、こちらはハーモニカソロになっている。坂本美雨はラジオ内で「ディア･フレンズヴァージョン」と呼称している。

## 制作

### I am
ビート感はポリスのアルバム『シンクロニシティー』を意識して作られた。
キーが「C→Eb→D→C」と忙しく転調する。このため宇都宮隆はレコーディングに相当苦労したと語っている。
同じコード進行と同じ尺だが、譜割りを細かくすることによって曲にスピード感を出していく手法をとっている。そのためか、ボーカルの宇都宮はこの楽曲について、「歌ってると徐々に高揚してくる」と自身のラジオで語った。小室はこの手法を過去にも何度か使っており、典型的なのがglobeの『Many Classic Moments』である。
エレクトリック・ギターは元リンプ・ビズキットのマイク･スミスが担当。アコースティック・ギターは木根が担当している。
ベースにはYAMAHAのFMシンセサイザー『DX7』が使用されている。

### 君がいてよかった
作詞は小室哲哉の要望により、小室みつ子が担当。小室みつ子がTM NETWORKの作詞を担当するのは2004年の「風のない十字路」以来8年ぶりである。
J-POPの定番である「A→B→サビ」という構成を避けるため、洋楽の定番である「ヴァース→コーラス」という構成で作られた。

## 音楽性

### I am
コンセプトは"人間であること""人間らしくあること"。小室が「今の現代状況を俯瞰的に見た歌詞を書きたい」と、構想に60日を費やした。
2012年以降のライブでは必ずといっていいほどセットリストに名を連ねているほど代表曲となっている。
小室がニコニコ生放送に出演した際、自分が作った曲の大半は後になって悔いが残るが、この楽曲に関しては「今のところは満足しています」とコメントしている。
小室みつ子はTwitterにて「力強くて男っぽさがある」とコメントしている。

### 君がいてよかった
タイトルがTMのシングルでは珍しくストレートな日本語になっている。作詞を担当した小室みつ子は自身のツイッターで「TMのシングルだから英語の方がいいのかなあとか思ったけれど、このタイトルしかなかった」と呟いている。

## ディスクジャケット
ジャケットデザインは小室、イラストは千年凛が担当している。

## ミュージック・ビデオ
ミュージック・ビデオは「TM NETWORKは宇宙から地球の文化を調査する任務で派遣された宇宙人3人」というコンセプトから、3人の地球上での潜伏生活が描かれている。小室自身による手書きのコンテをもとに移籍したばかりのエイベックス社屋地下や屋上、横浜高速鉄道みなとみらい線・新高島駅などで撮影された。

## チャート成績
5月7日付オリコン週間チャートで初登場5位を記録。TM NETWORKのTOP5入りは1999年8月9日付・4位の「10 YEARS AFTER」以来、12年9か月ぶりとなった（シングル・アルバムを通じて）。また、シングルのTOP10入りは「Get Wild」（1987年4月発売・最高位9位）から今作まで、1980・1990・2000・2010年代と4つの10年代連続。グループではサザンオールスターズ（1970～2000年代）、THE ALFEE・BUCK-TICK・TUBE（1980年代～2010年代）に続く史上5組目。
1994年に活動を「終了」する等、休止期間を挟む中での快挙達成となった。

## 収録曲
| 全作曲・編曲: 小室哲哉。 |                                    |            |            |      |
| #                        | タイトル                           | 作詞       | 作曲・編曲 | 時間 |
| 1.                       | 「I am」                           | 小室哲哉   | 小室哲哉   | 5:11 |
| 2.                       | 「君がいてよかった」               | 小室みつ子 | 小室哲哉   | 4:56 |
| 3.                       | 「I am」(Instrumental)             |            | 小室哲哉   | 5:11 |
| 4.                       | 「君がいてよかった」(Instrumental) |            | 小室哲哉   | 4:53 |
| 合計時間:                | 合計時間:                          | 合計時間:  | 20:11      |      |

## クレジット
- Produced : 小室哲哉
- Recorded : 伊東俊郎
- Mixed : Dave Ford
- Mastered : 前田康二(Burnie Grundman Mastering)
- Synthesizer Programming : 岩佐俊秀
- Illustration : ちとせりん, 小室哲哉
- Design : 今川鉄兵

## 収録アルバム
I am
- DRESS2 (I am 2013)
- QUIT30（アルバムバージョン）
- Gift from Fanks M
- LIVE HISTORIA T 〜TM NETWORK Live Sound Collection 1984-2015〜　(ライブバージョン)
- How Do You Crash It? (「How Crash?」とライブメドレーバージョン)
- “FANKS intelligence Days” at PIA ARENA MM　(ライブバージョン)

君がいてよかった
- QUIT30（アルバムバージョン）